# Diffa (region)
Diffa er en af Nigers syv regioner. Den har et areal på 156.906 km², og havde 346.595 indbyggere ved folketællingen i 2001. Hovedstad for regionen er byen Diffa.
Diffa er inddelt i tre departementer: Diffa, Maïne-Soroa og N'guigmi.
Hovederhvervet er landbrug med hirse som vigtigste afgrøde, men på områder mod øst og syd, dyrkes også ris og majs.

## Eksterne kilder og henvisninger
- Wikimedia Commons har flere filer relateret til Diffa (region)

14°N 13°Ø / 14°N 13°Ø